# Ulica Mikołaja Kopernika w Krakowie
Ulica Mikołaja Kopernika – ulica w Krakowie, w dzielnicach I Stare Miasto i II Grzegórzki na Wesołej. Jest przedłużeniem ulicy Mikołajskiej. Biegnie ona od skrzyżowania z ul. Westerplatte do skrzyżowania z ul. Lubicz i do Ronda Mogilskiego. Do połowy XIX w. nosiła nazwę ul. Wesoła.
Przy ulicy znajdują się następujące obiekty:
- pod numerem 7 dawny budynek loży masońskiej i późniejszy pierwszy szpital kliniczny przy ulicy Kopernika, przeniesiony tam w 1827 roku przez Macieja Brodowicza
- Kościół świętego Mikołaja (pod nr 9) – pochodzi z XII w. Wielokrotnie przebudowywany, zachował sporo architektury gotyckiej i barokowej.
- pod numerem 12 Theatrum Anatomicum – zabytkowy budynek Katedry Anatomii Collegium Medicum Uniwersytetu Jagiellońskiego w którym mieszkał i pracował Adam Bochenek (twórca popularnego polskiego podręcznika anatomii)
- Kliniki Szpitala Uniwersyteckiego (pod nr 15 i 17) – dawny Szpital Św. Łazarza.
- Kościół świętego Łazarza (pod nr 19) – budowla barokowa.
- Budynek pod nr 21 – II Katedra Chirurgii Collegium Medicum Uniwersytetu Jagiellońskiego tzw. „Czerwona Chirurgia” z 1893 roku
- Bazylika Najświętszego Serca Pana Jezusa w Krakowie (pod nr 26) – charakteryzuje się jedną z najwyższych wież w Krakowie.
- Kolegium oo. Jezuitów (pod nr 26) – siedziba Uniwersytetu Ignatianum[1].
- Willa Zofiówka (pod nr 30) - prywatny dom architekta Antoniego Łuszczkiewicza z 1872 r., obecnie biura Uniwersytetu Ignatianum[2].
- Klasztor i Kościół SS. Karmelitanek (pod nr 44) – w kościele tym, w bocznym ołtarzu, znajduje się gotycka rzeźba Madonny z Dzieciątkiem z roku 1390.
- Ogród Botaniczny UJ (pod nr 27) – założony w 1783 r. przez Hugona Kołłątaja.
- Trzy smoki „Smoczego szlaku”: Smok z metrem, Smok lekarz i Smok astronom.

Nad ulicą za kościołem świętego Mikołaja przebiega wiadukt kolejowy na trasie Kraków – Kraków Płaszów (linia kolejowa nr 91), który w styczniu 1945 roku został wysadzony przez Niemców. Przez ulicę przebiega trasa Małopolskiej Drogi św. Jakuba z Sandomierza do Tyńca.

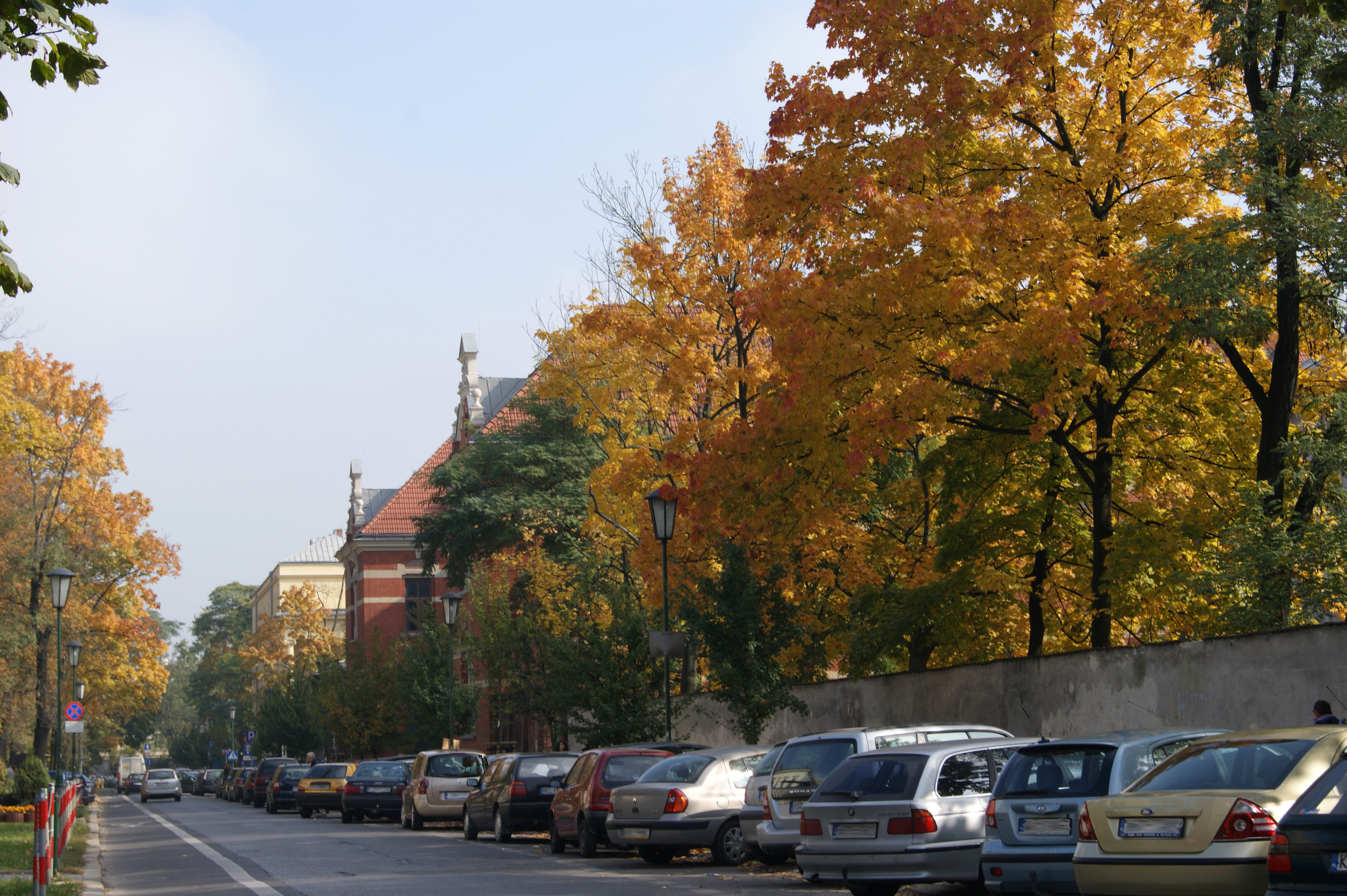
Ulica Kopernika, część wschodnia. Po prawej – budynki dawnego Szpitala Uniwersyteckiego UJ.
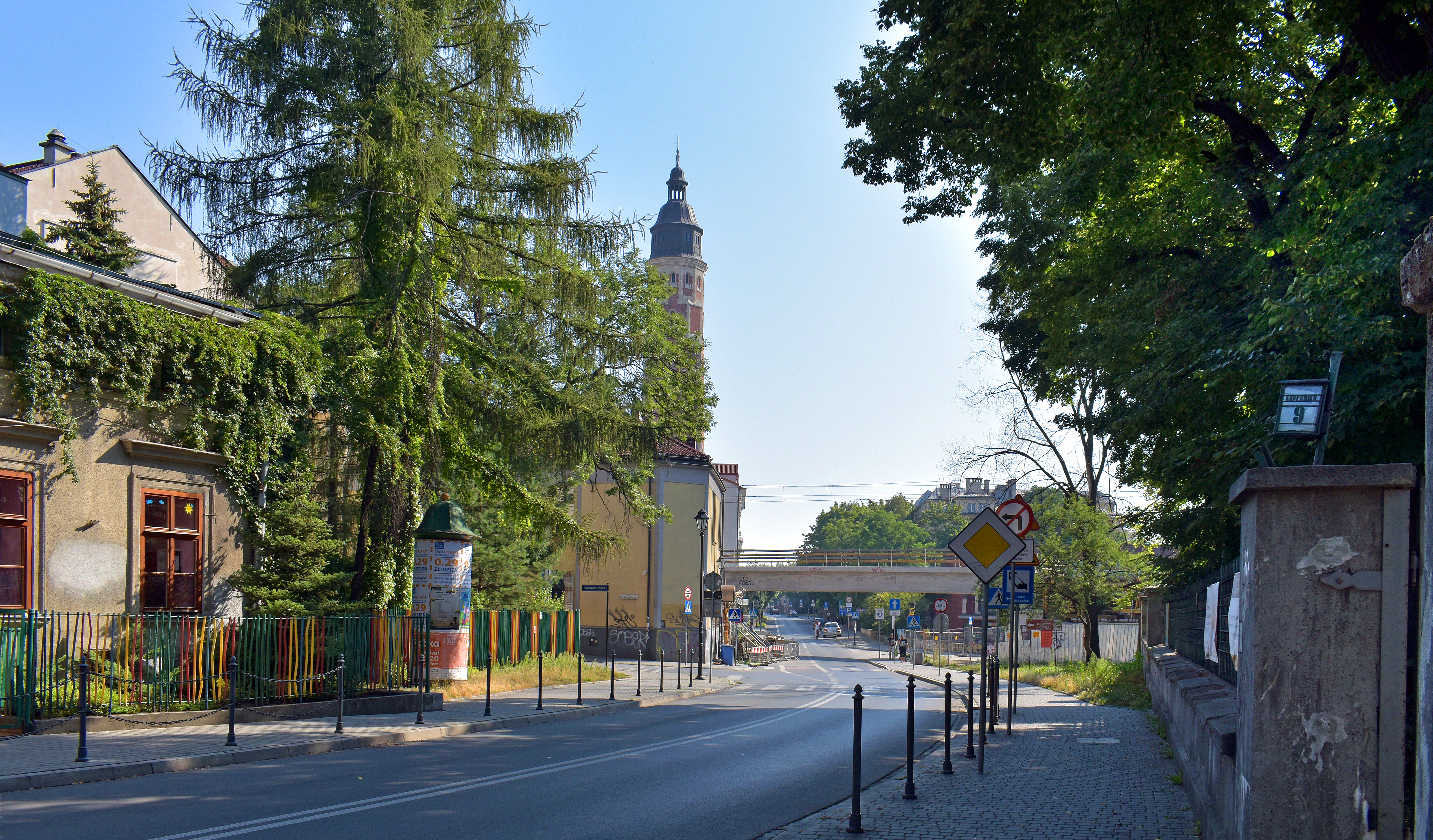
Widok na wschód od kościoła św. Mikołaja. Po lewej ul. Radziwiłłowska, dalej wiadukt kolejowy, za nim na prawo ul. Blich.
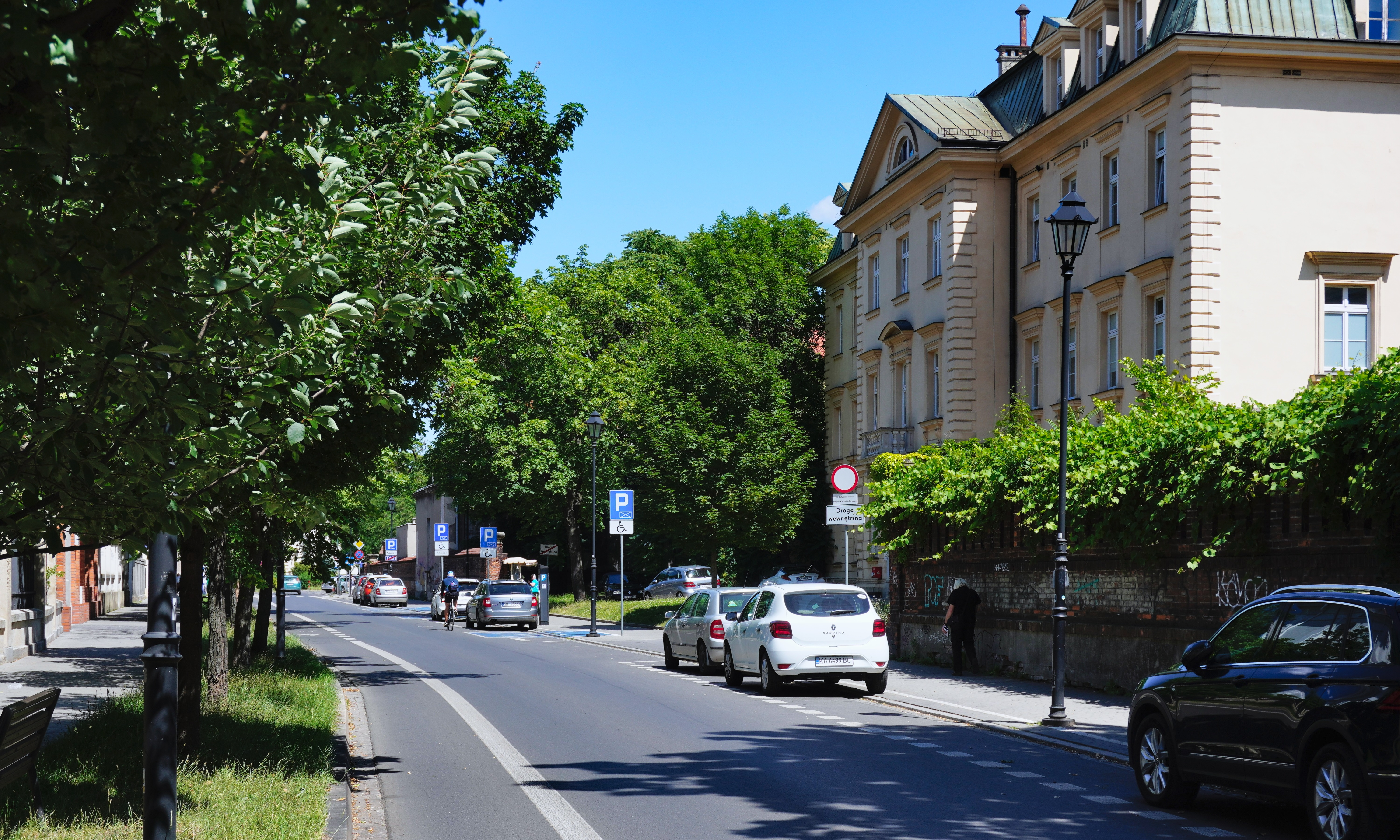
Odcinek pomiędzy wiaduktem kolejowym a skrzyżowaniem z ul. Strzelecką, widok na wschód.

## Budynki
Strona nieparzysta

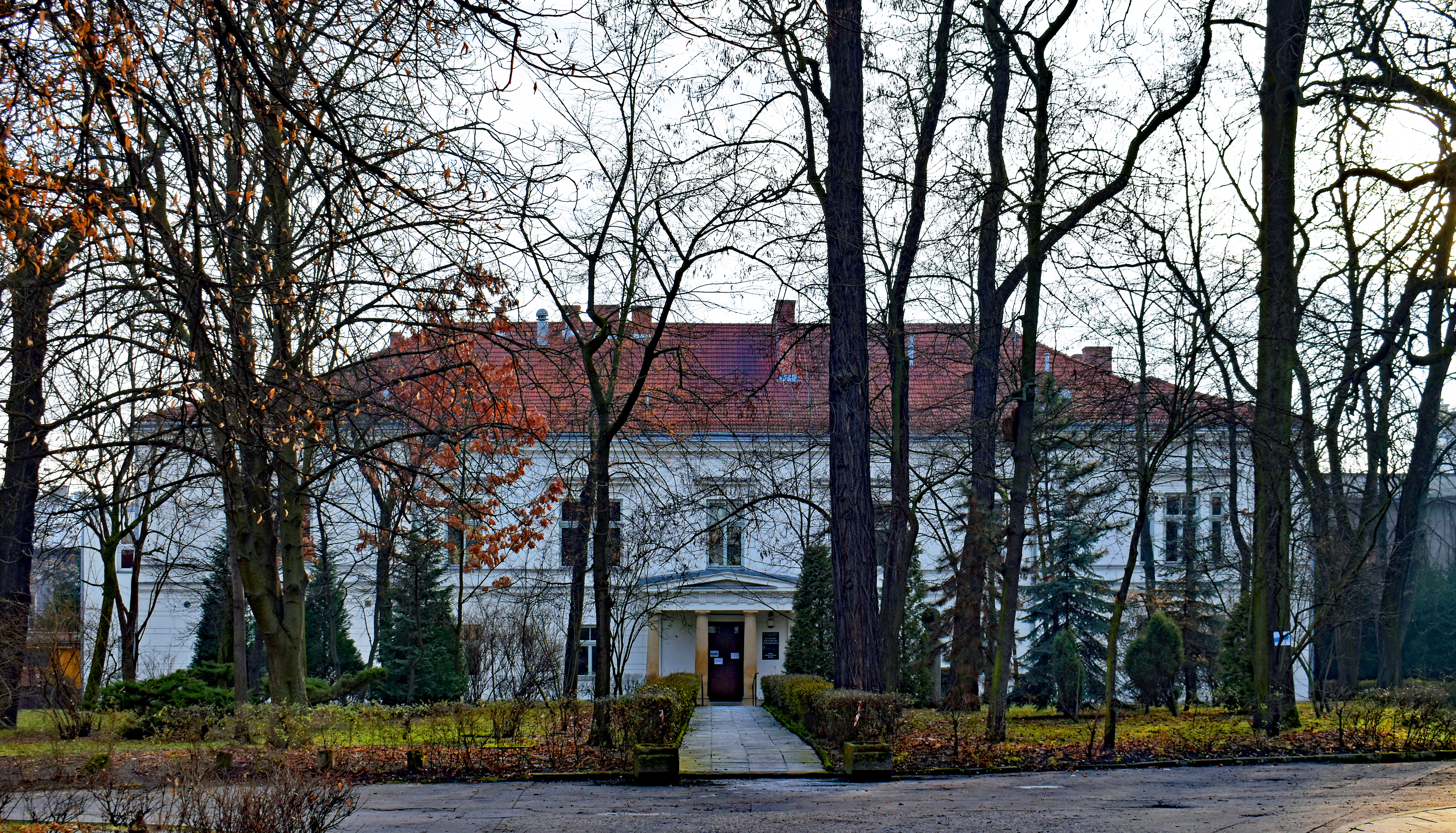
ul. Kopernika 7c CMUJ Katedra Biochemii Lekarskiej, dawna klinika dr. Józefa Brodowicza
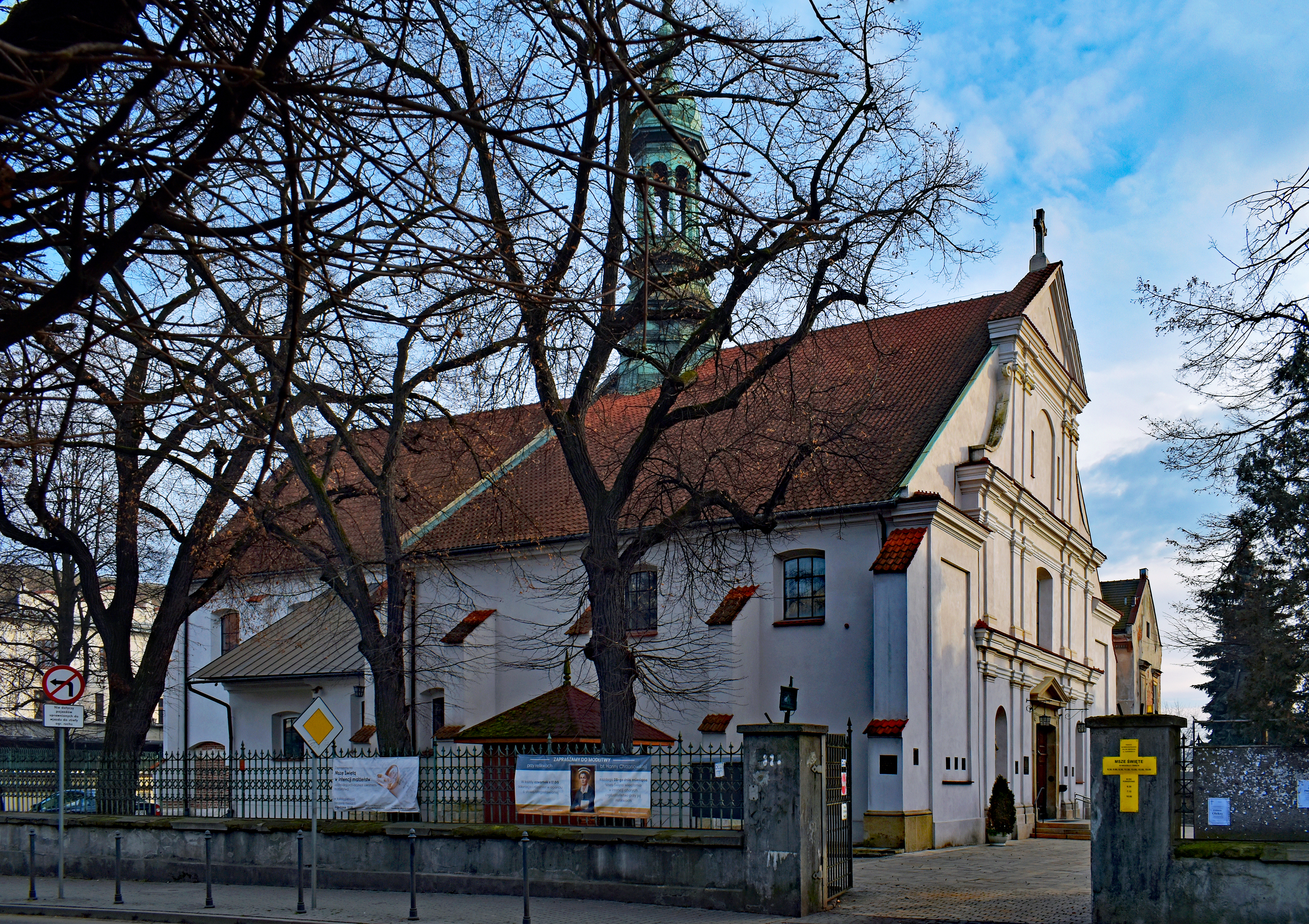
ul. Kopernika 9 Kościół św. Mikołaja
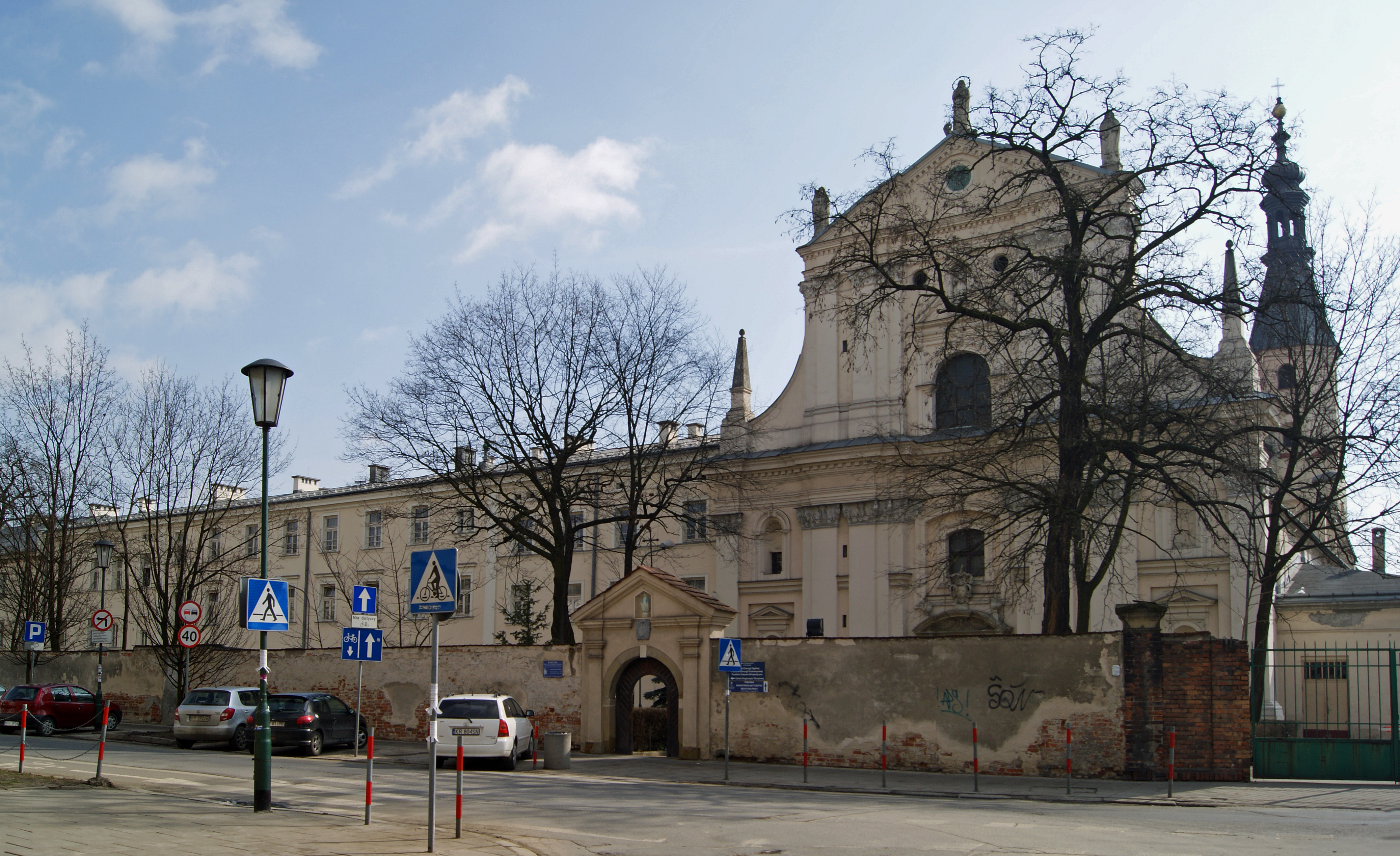
ul. Kopernika 19 Kościół Niepokalanego Poczęcia NMP oraz dawny klasztor i szpital św. Łazarza
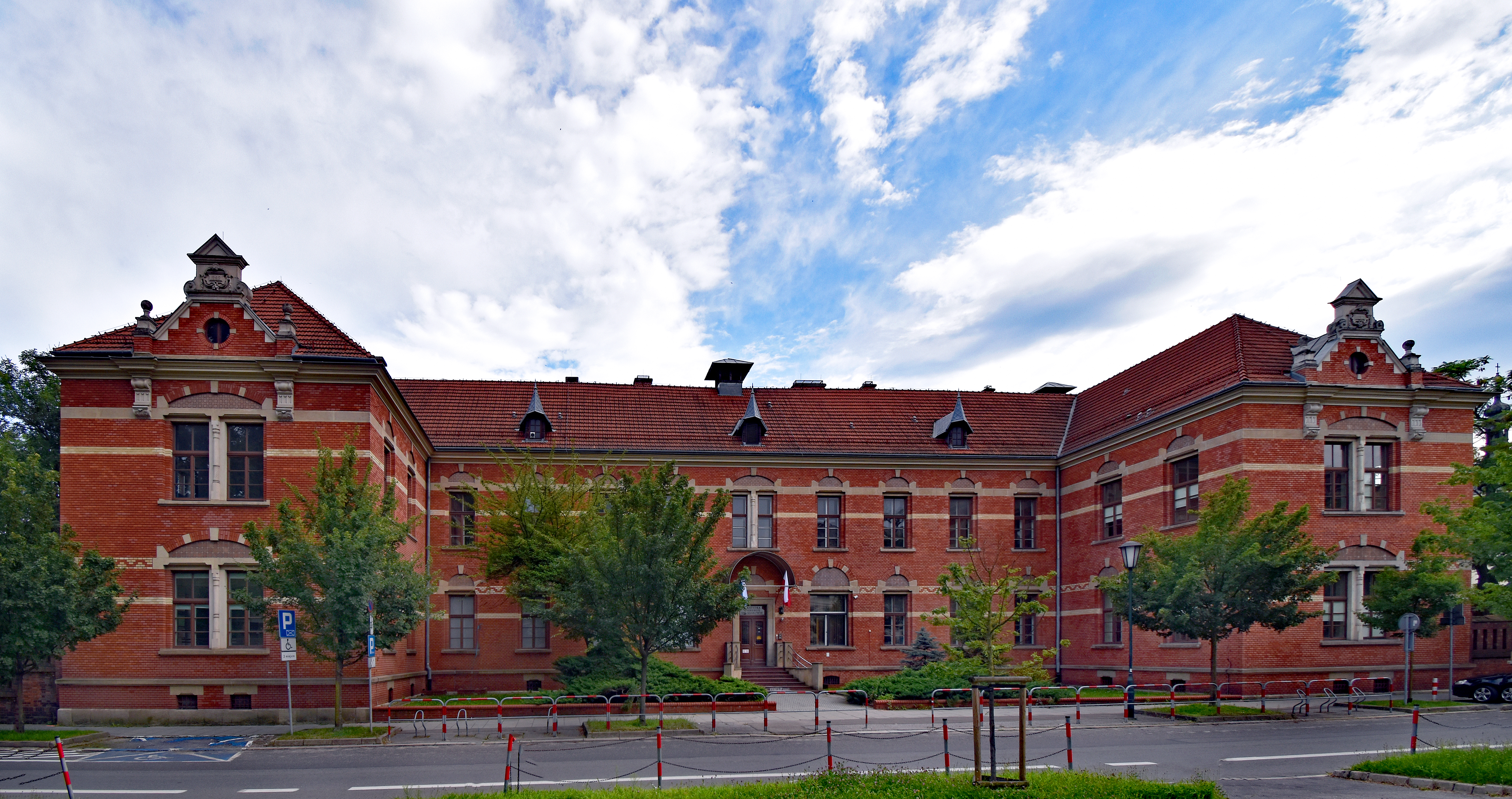
ul. Kopernika 21 Szpital Uniwersytecki dawna II Katedra Chirurgii-Czerwona Chirurgia (proj. Karol Zaremba,1891)
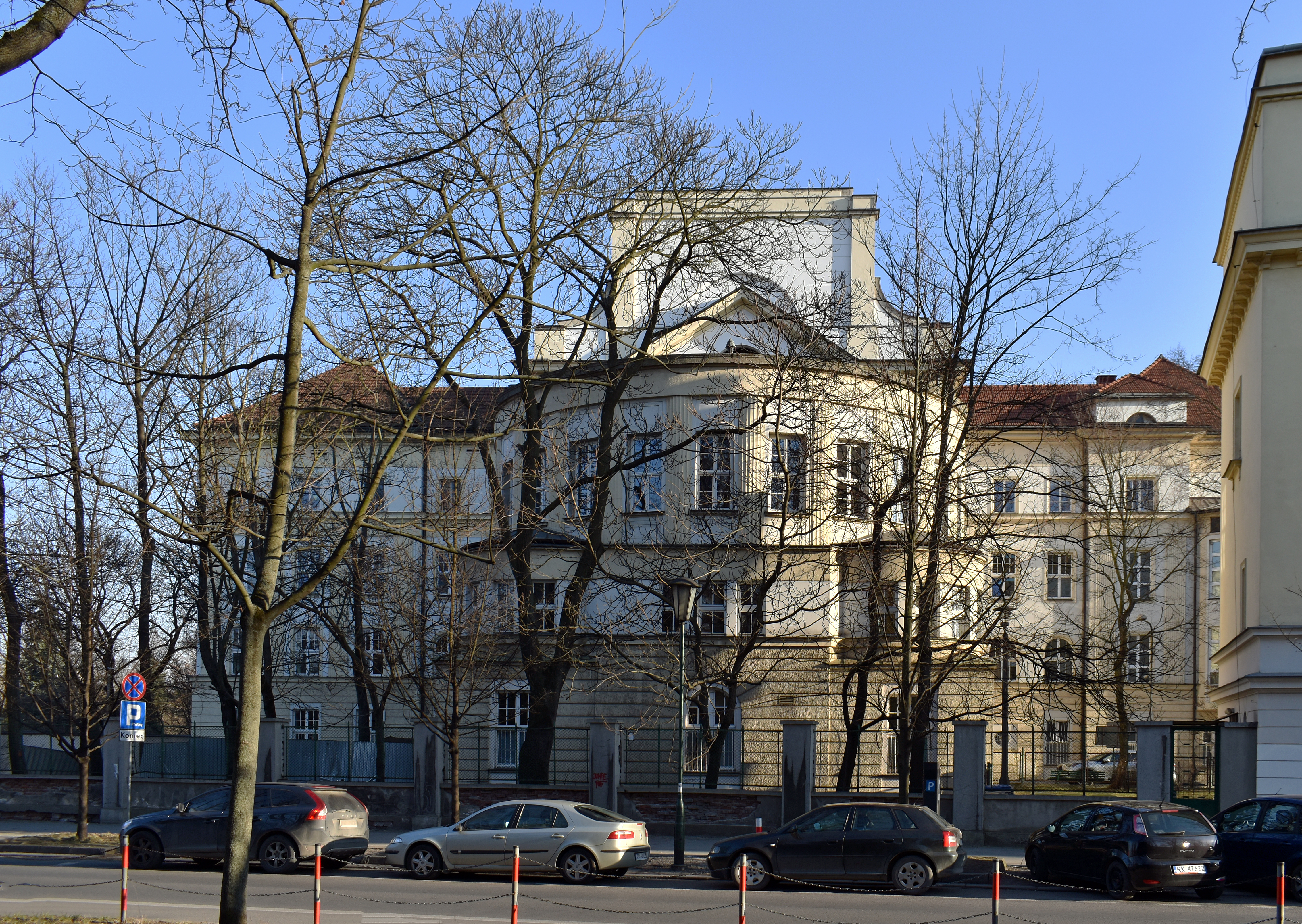
ul. Kopernika 23 Szpital Uniwersytecki Klinika Ginekologii i Położnictwa (proj. Jerzy Struszkiewicz i Maksymilian Burstin, 1920)
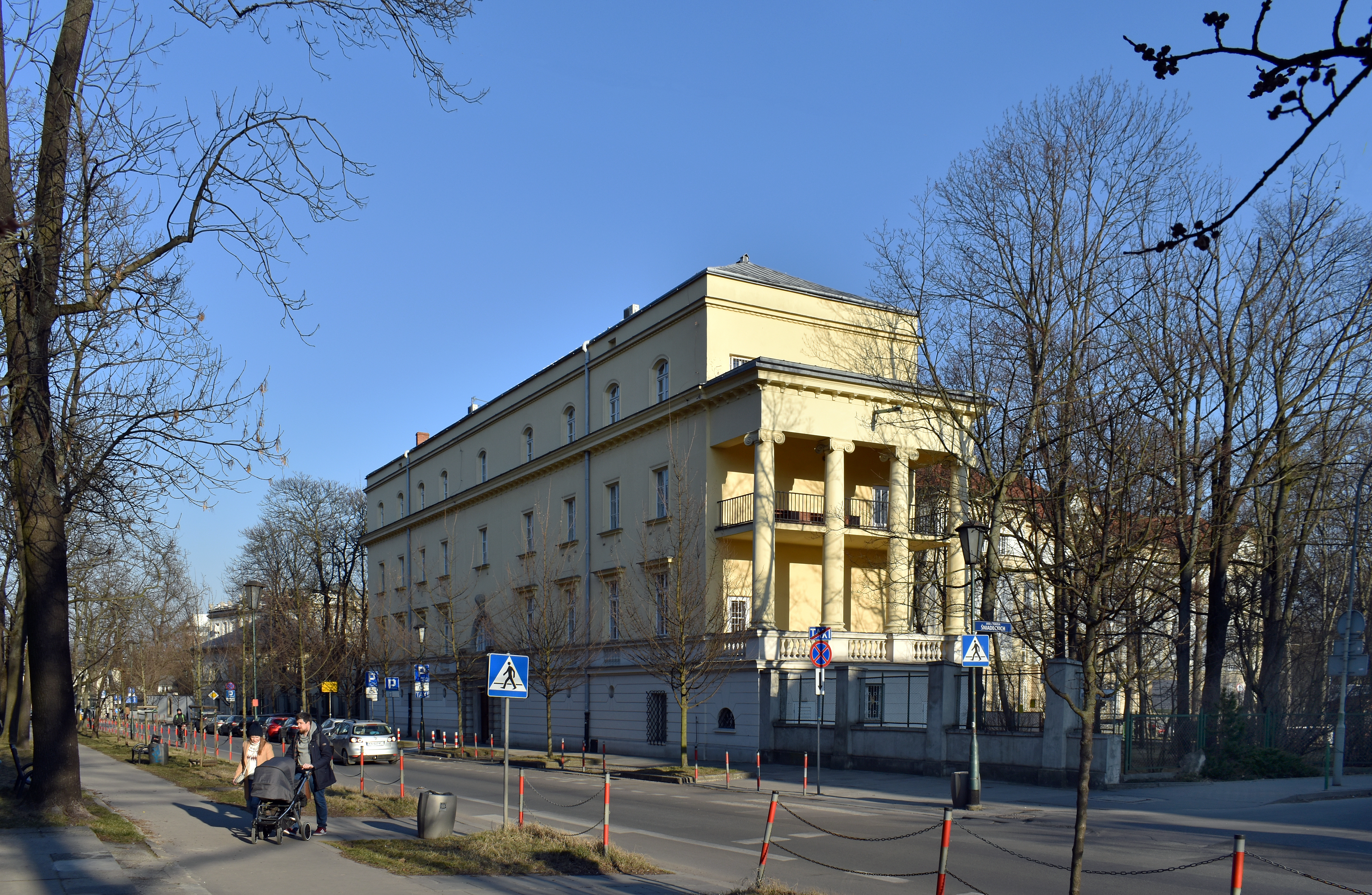
ul. Kopernika 25 Szpital Uniwersytecki Instytut Pielęgniarstwa i Położnictwa (proj. Jerzy Struszkiewicz i Maksymilian Burstin, 1923)
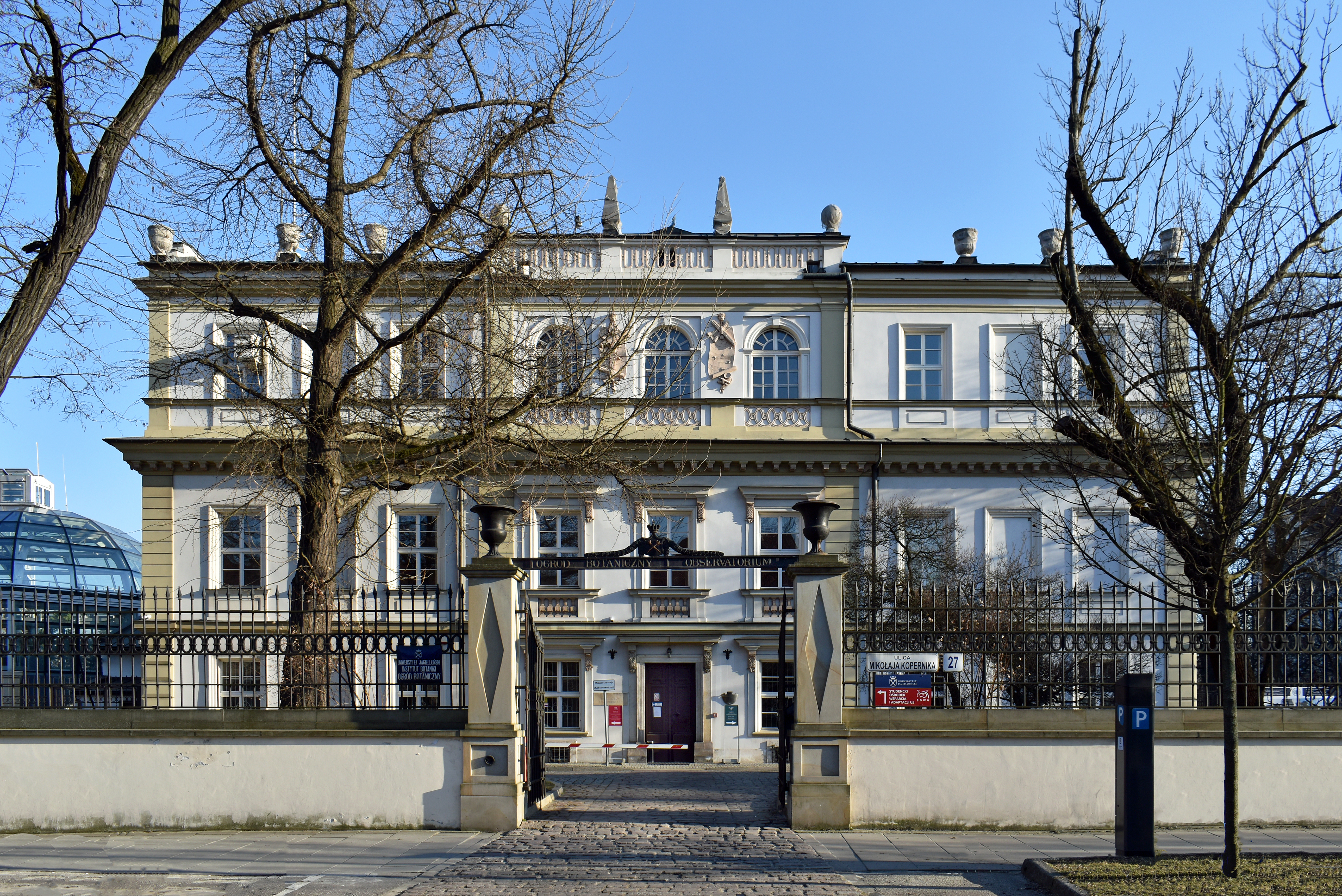
ul. Kopernika 27 Collegium Śniadeckiego UJ, wejście do Ogrody Botanicznego UJ i dawne obserwatorium astronomiczne (proj. Stanisław Zawadzki, 1788)
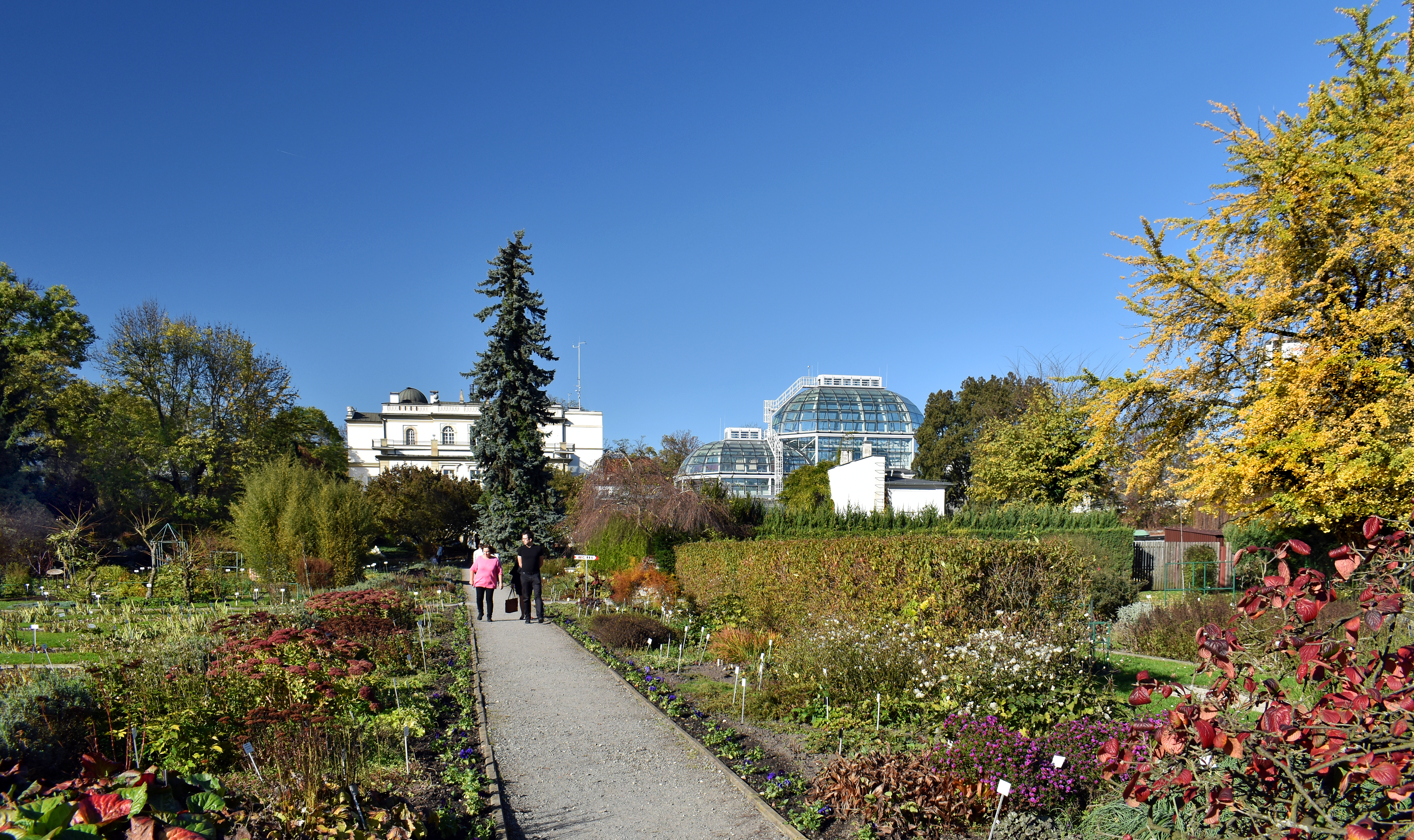
ul. Kopernika 27 Ogród Botaniczny UJ (1783)
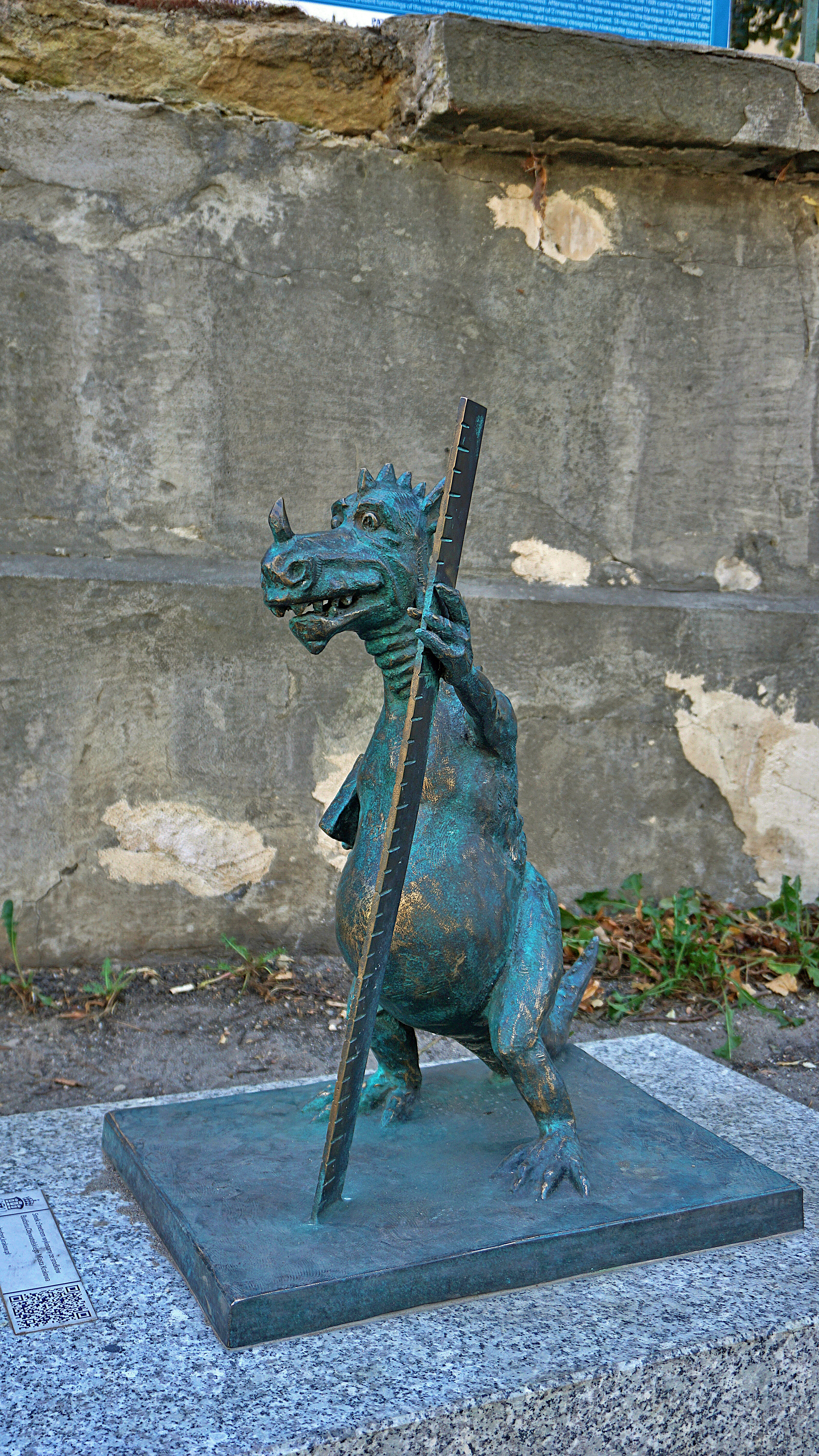
„Smok z metrem” obok kościoła św. Mikołaja

Strona parzysta

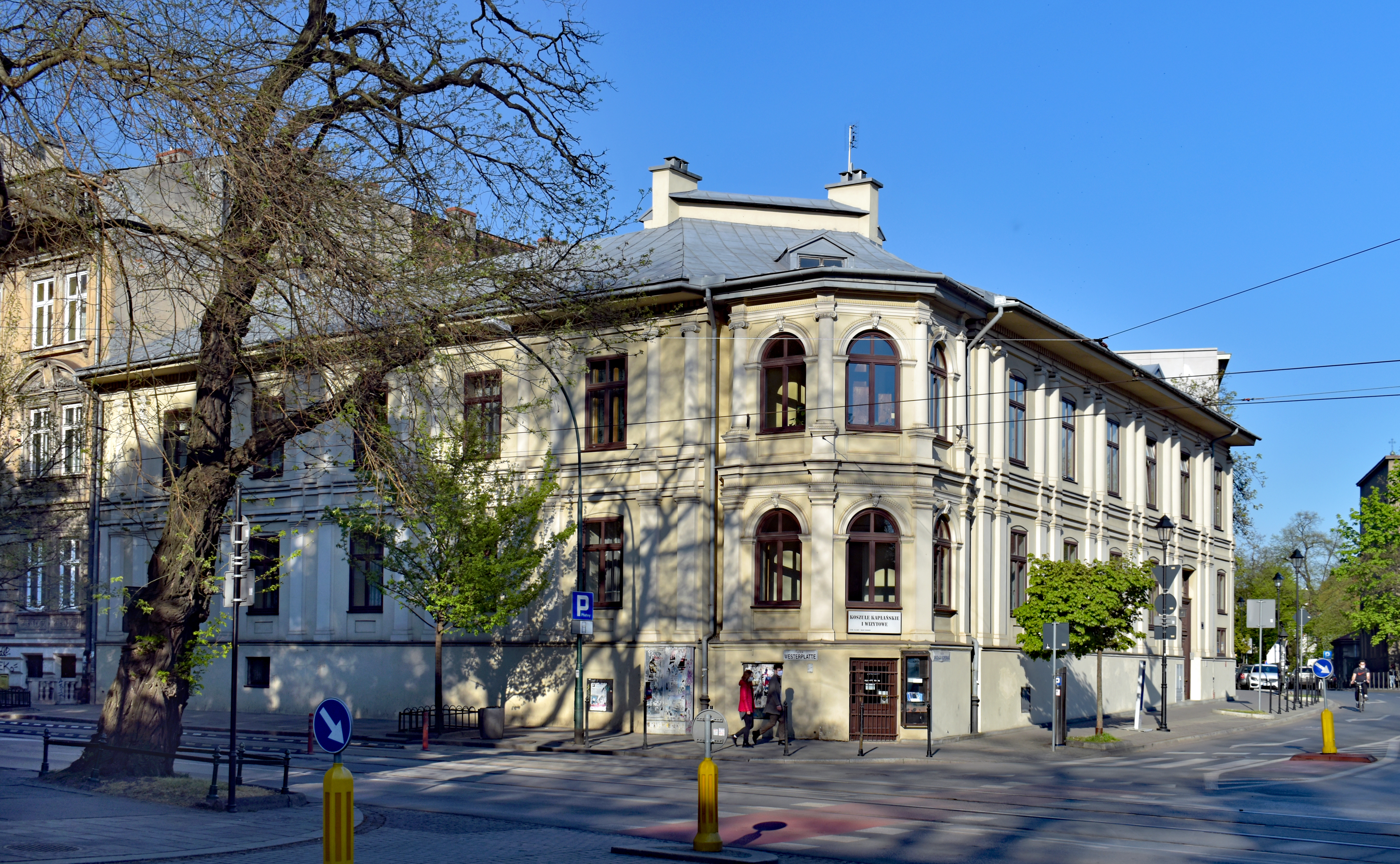
ul. Kopernika 2 Dom Arcybractwa Miłosierdzia
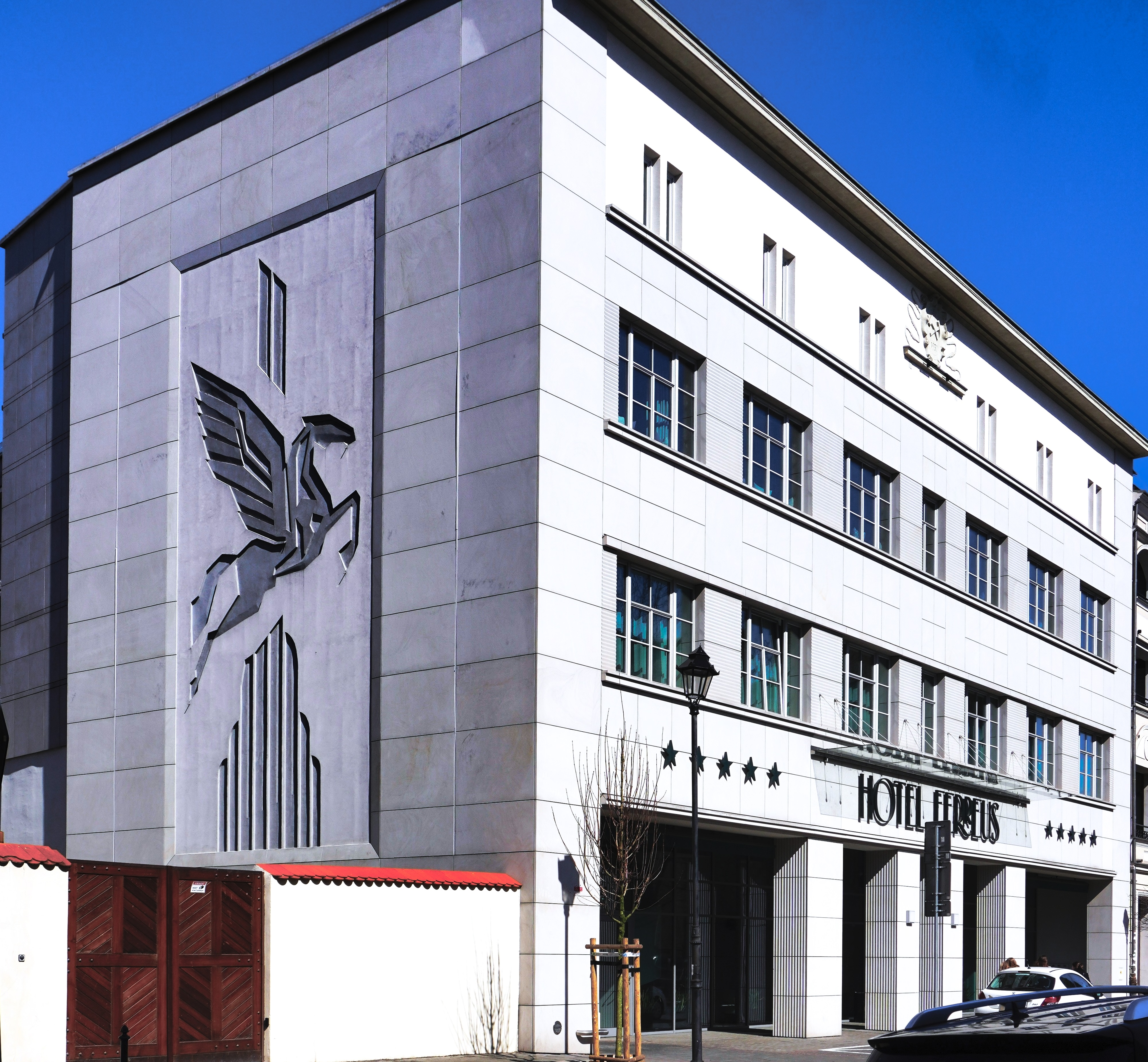
ul. Kopernika 6 Hotel Ferreus Modern Art Deco Kraków (1930)
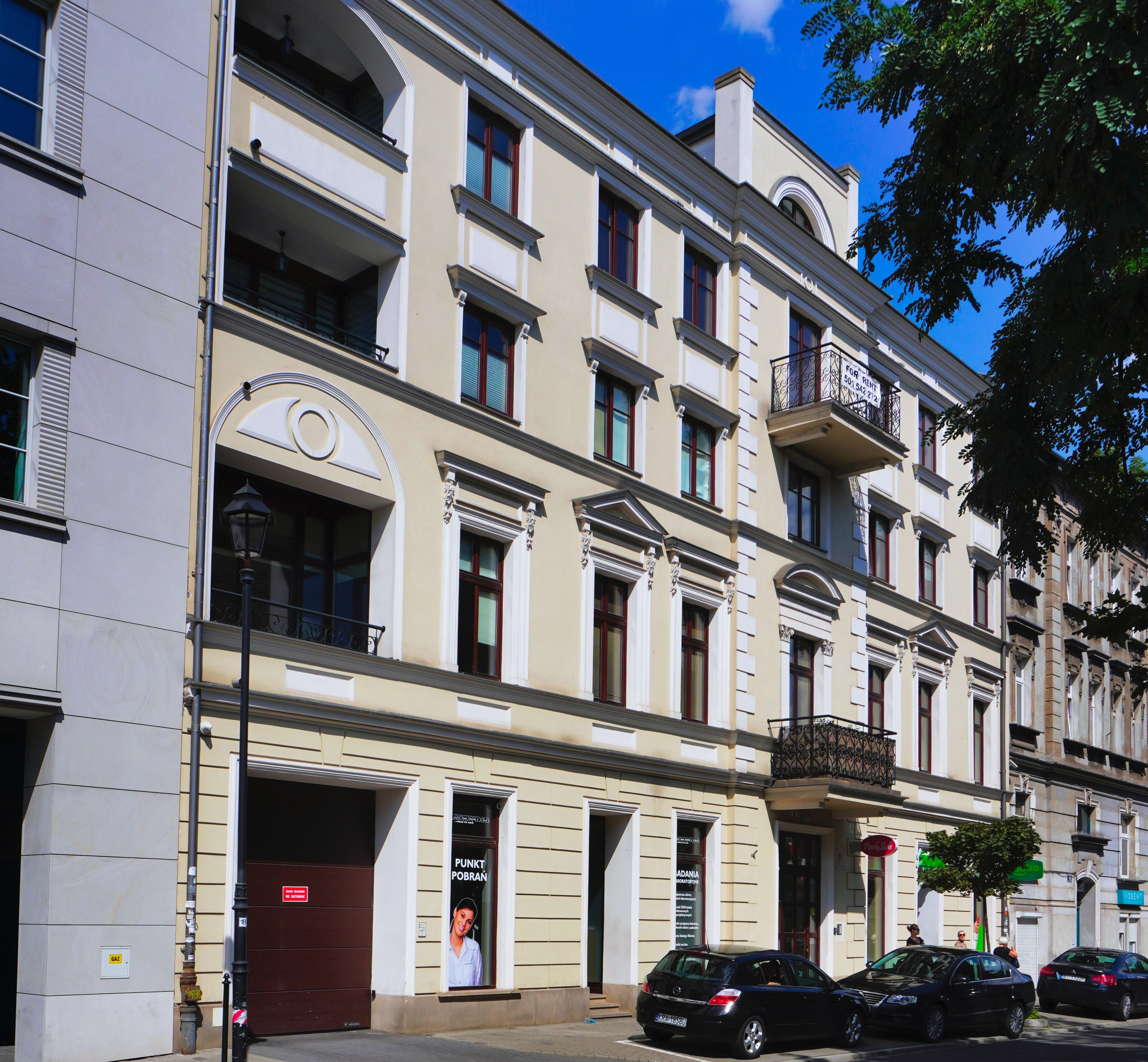
ul. Kopernika 8 Kamienica (1886)
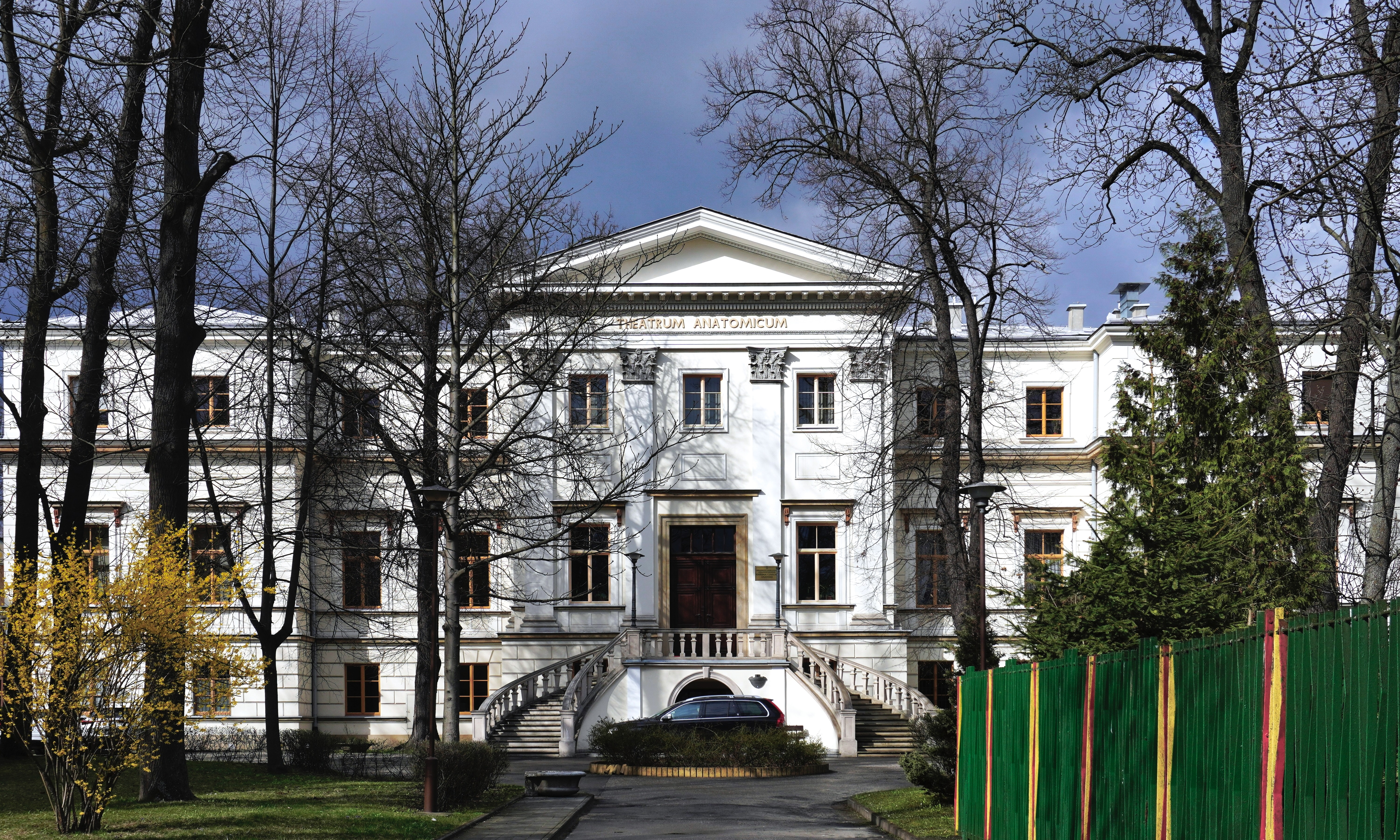
ul. Kopernika 12 Theatrum Anatomicum (proj. Feliks Księżarski, 1872)
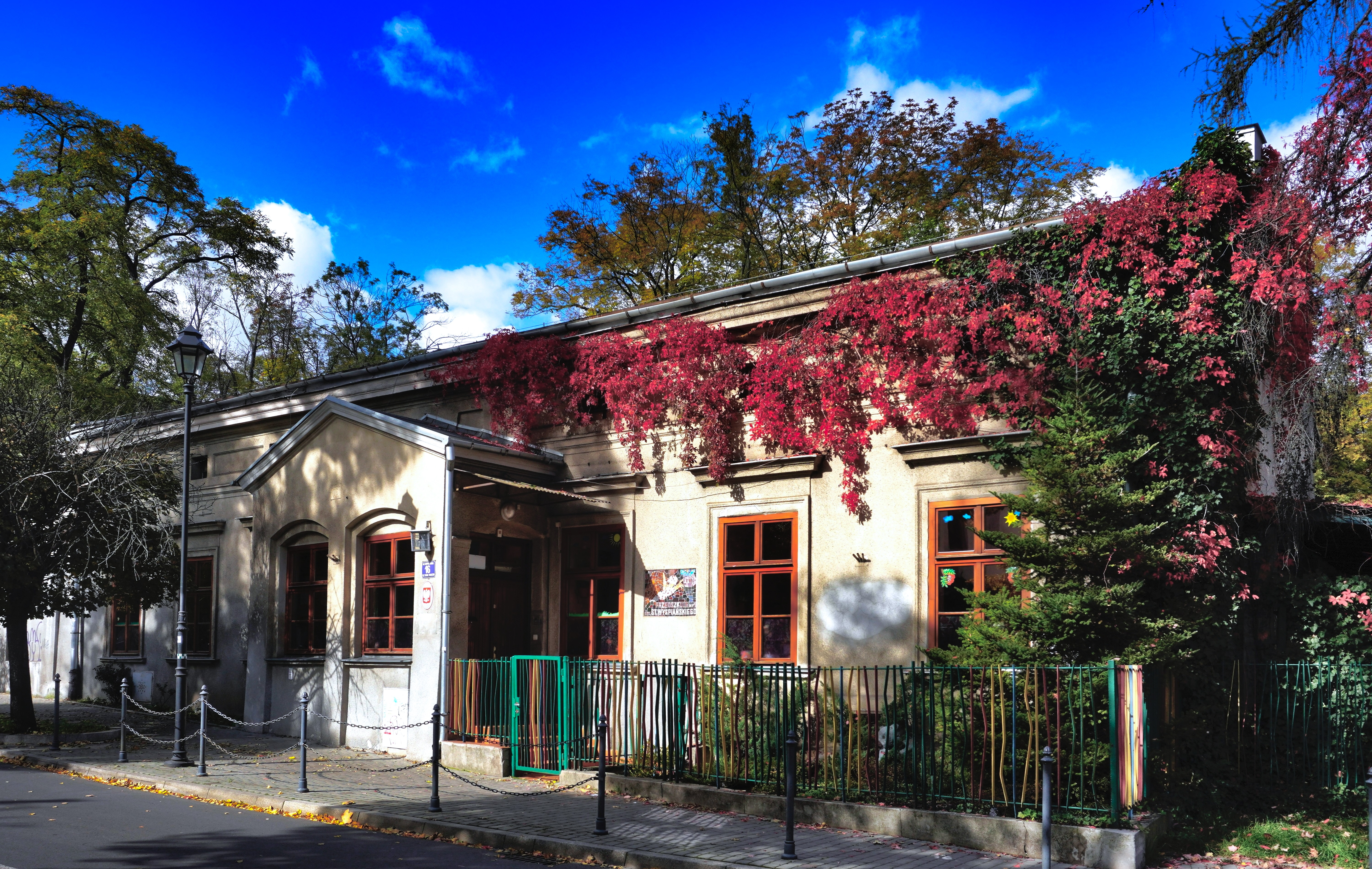
ul. Kopernika 16 Przedszkole nr 1 im. Stanisława Wyspiańskiego
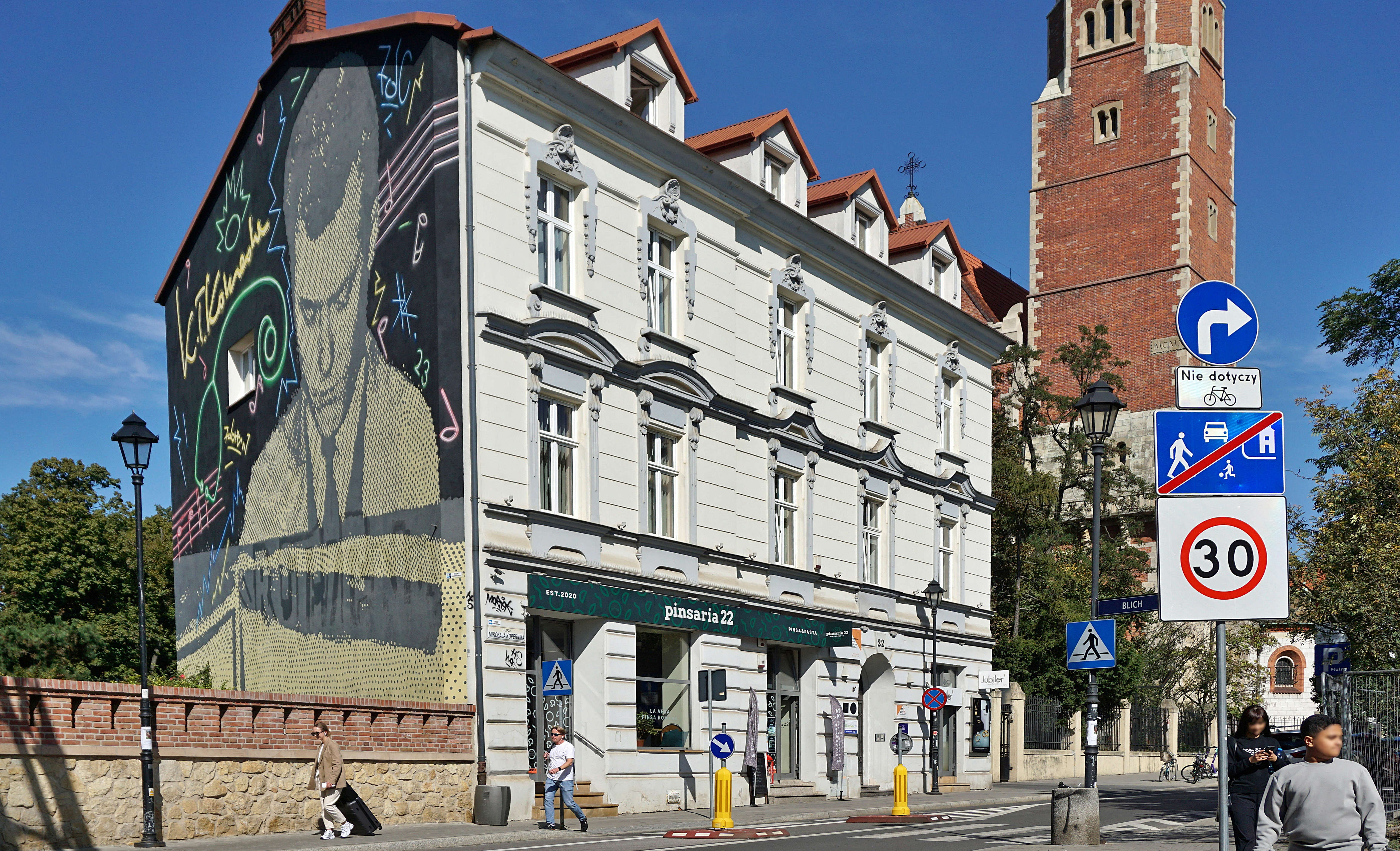
ul. Kopernika 22 Kamienica (1898)
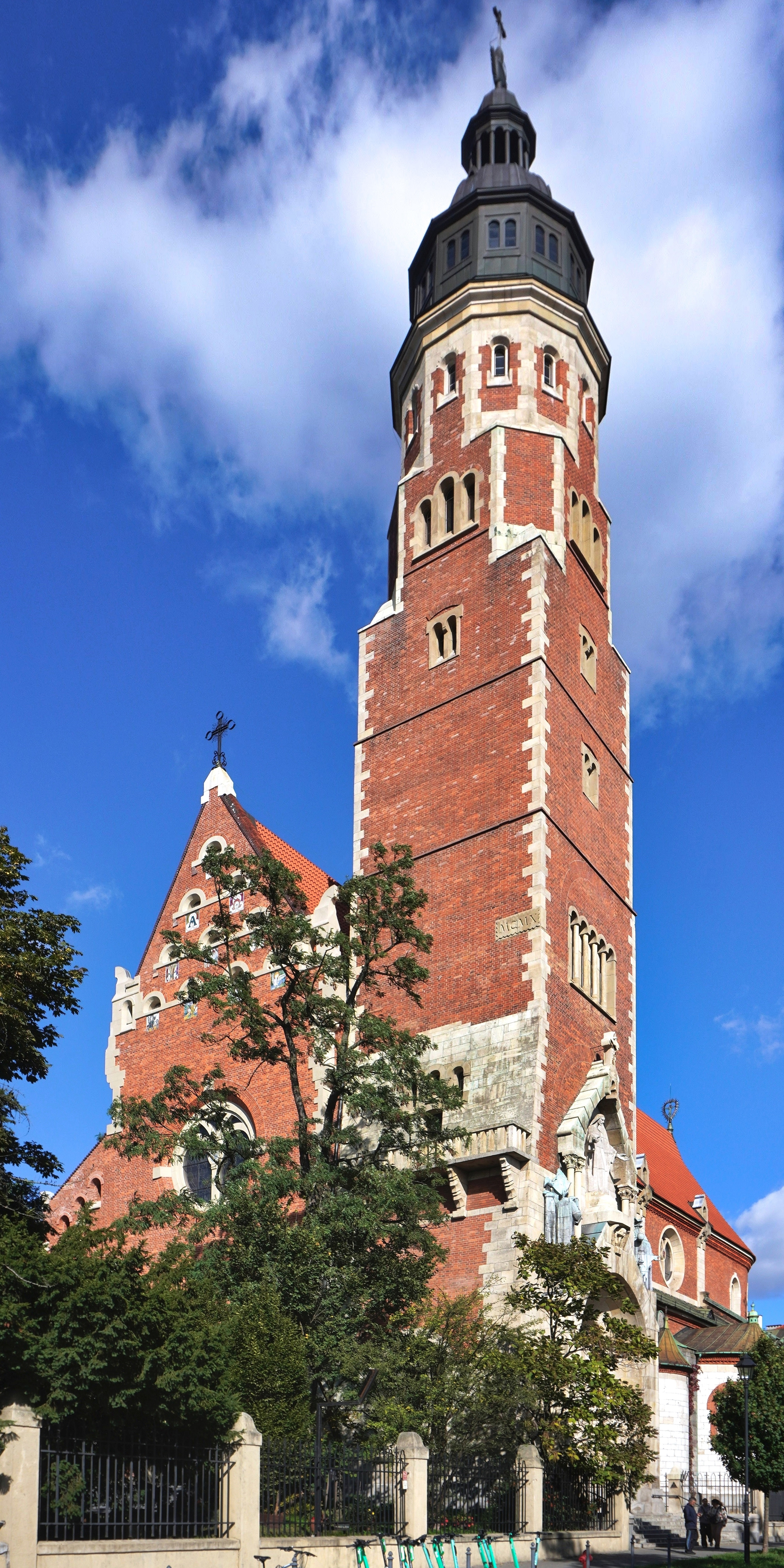
ul. Kopernika 26 Kościół Najświętszego Serca Pana Jezusa
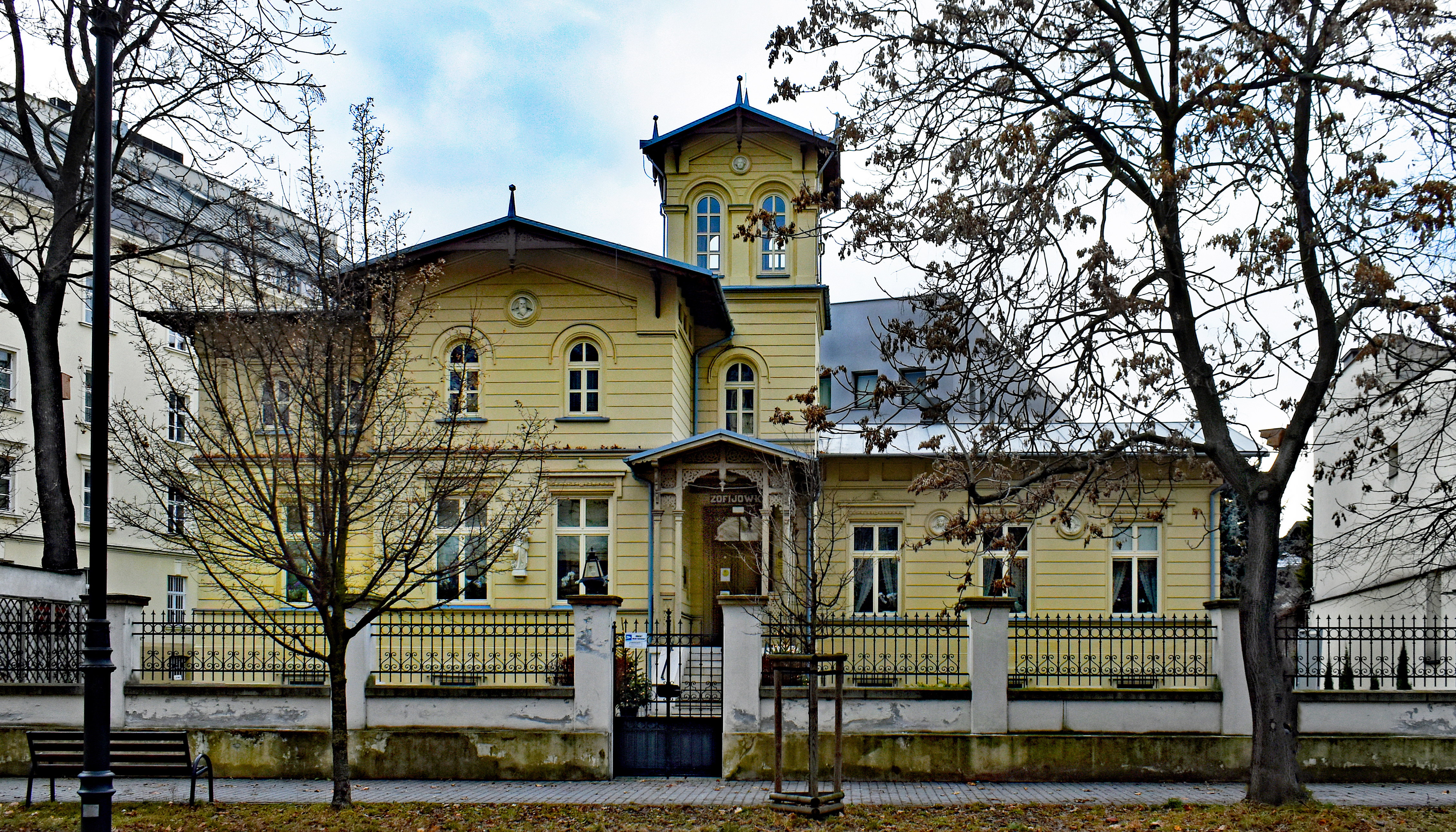
ul. Kopernika 30 Willa Zofiówka (1872)
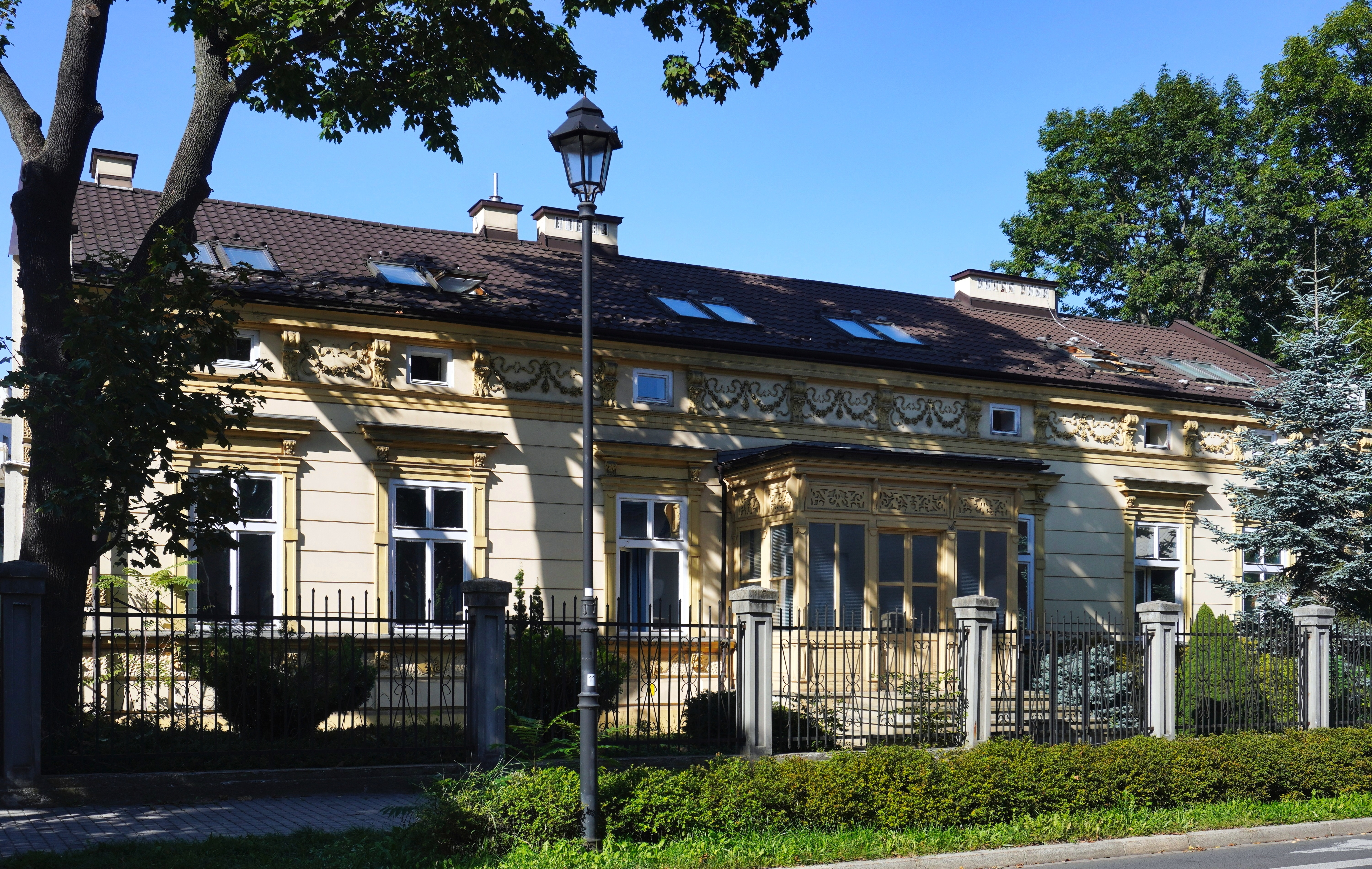
ul. Kopernika 32 Willa Szafrańskich (1887)
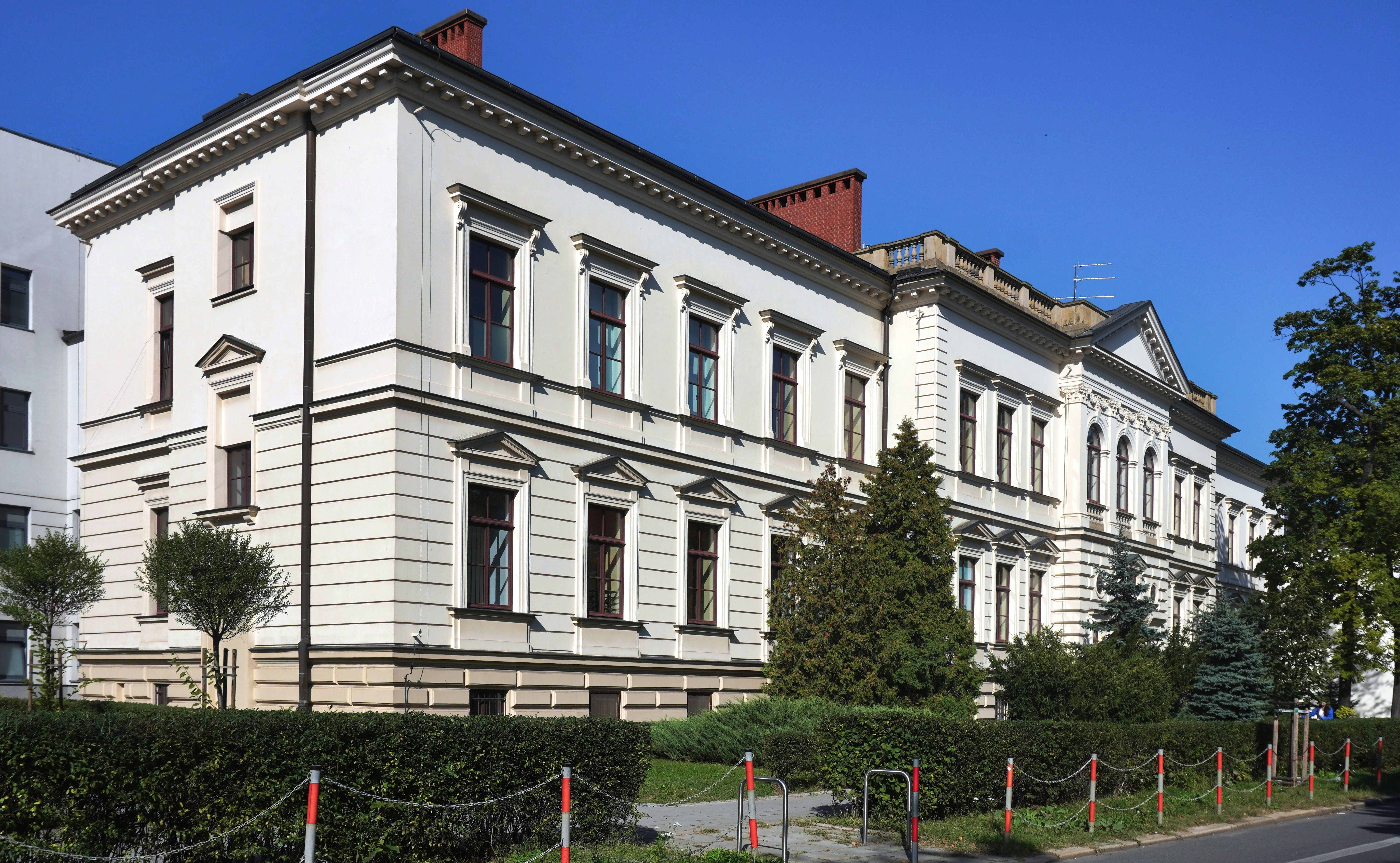
ul. Kopernika 40 Szpital Uniwersytecki – I Katedra i Klinika Chirurgii, tzw. „Biała Chirurgia” (proj. Stanisław Ciechanowski, Józef Sare, 1896–1898)
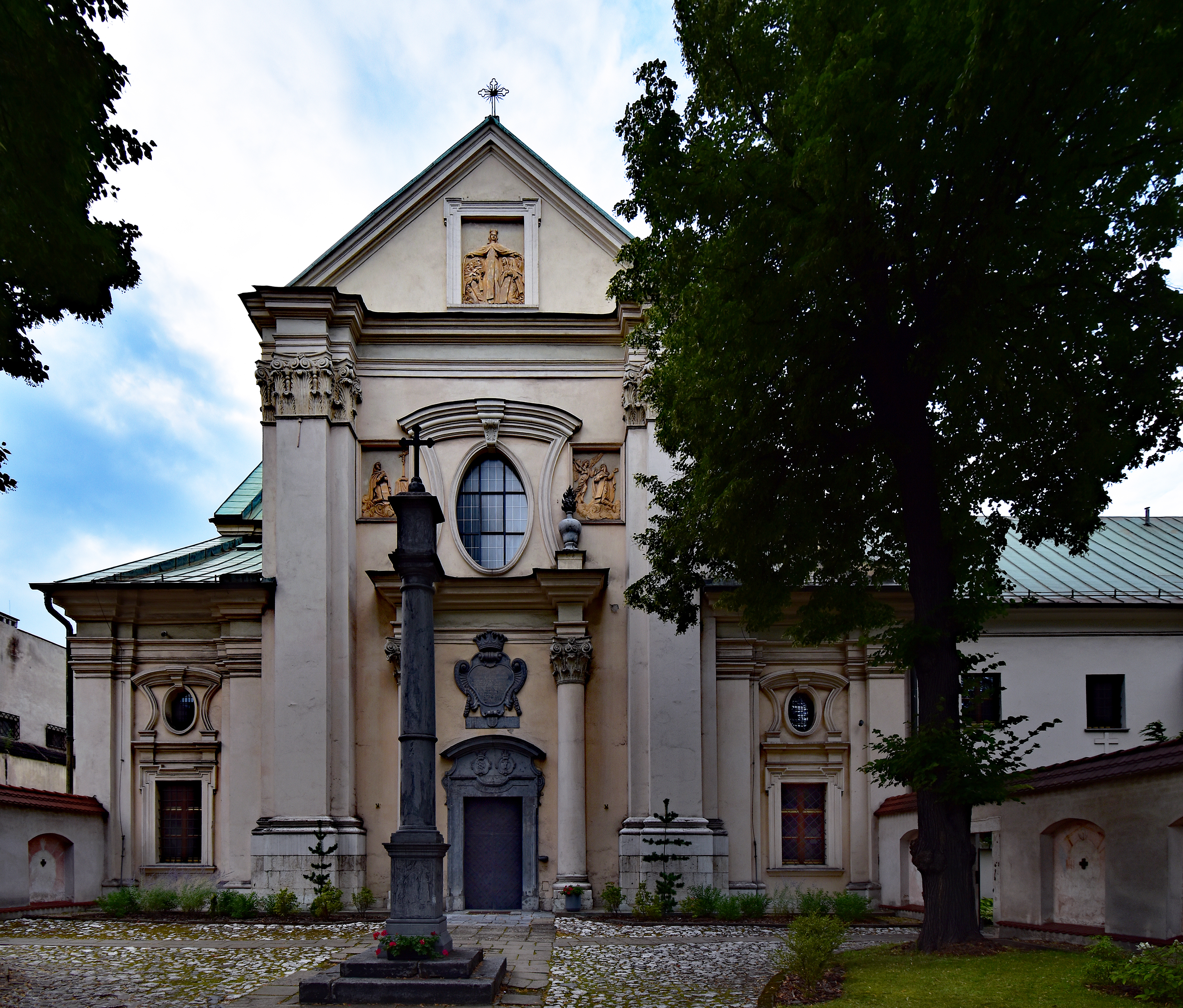
ul. Kopernika 44 Kościół św. Teresy od Jezusa i św. Jana od Krzyża oraz klasztor karmelitanek bosych
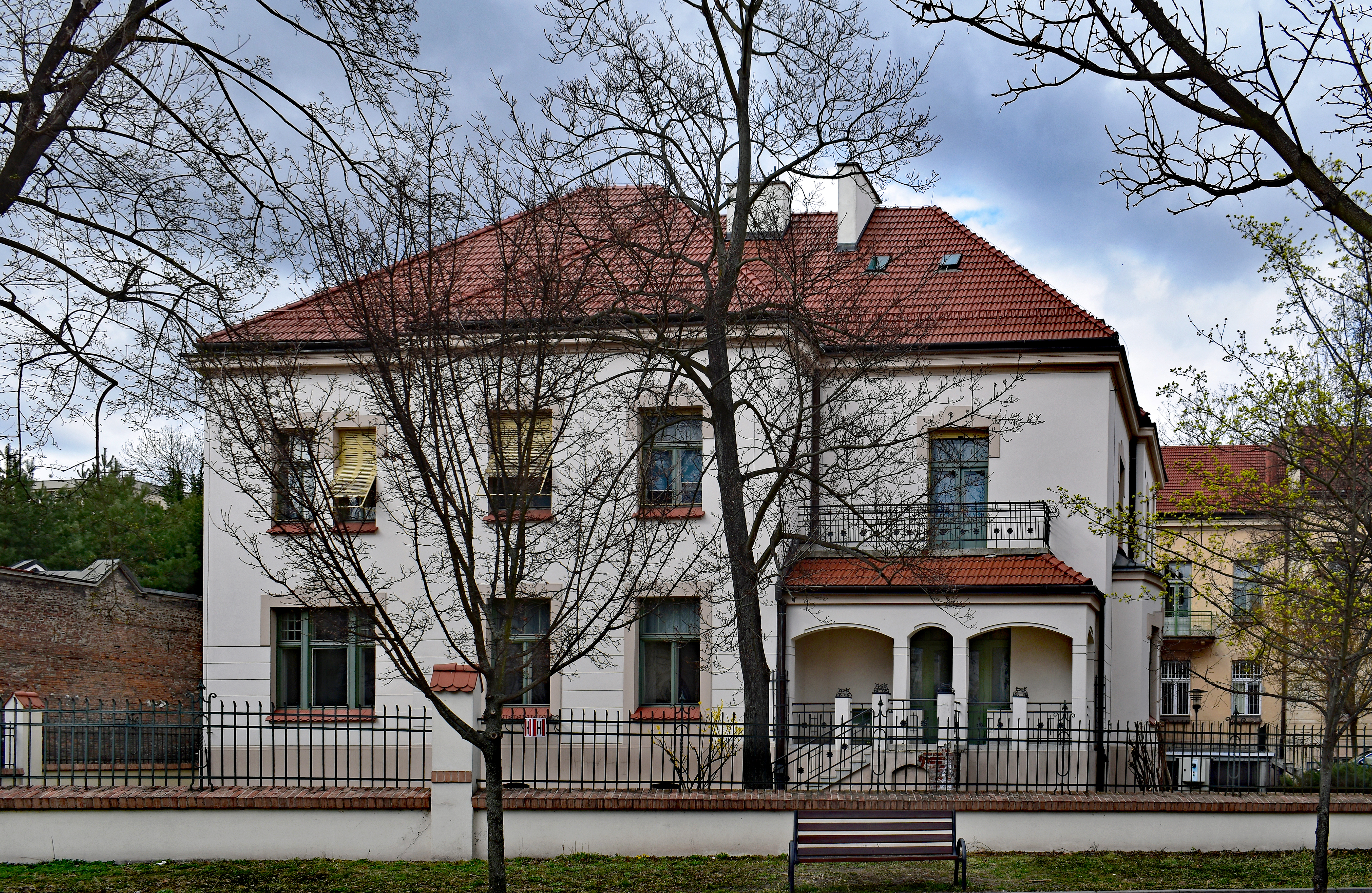
ul. Kopernika 48 (ul. Botaniczna 3) Dom dr. Jana Piltza (proj. Emil Wekluk, 1911)
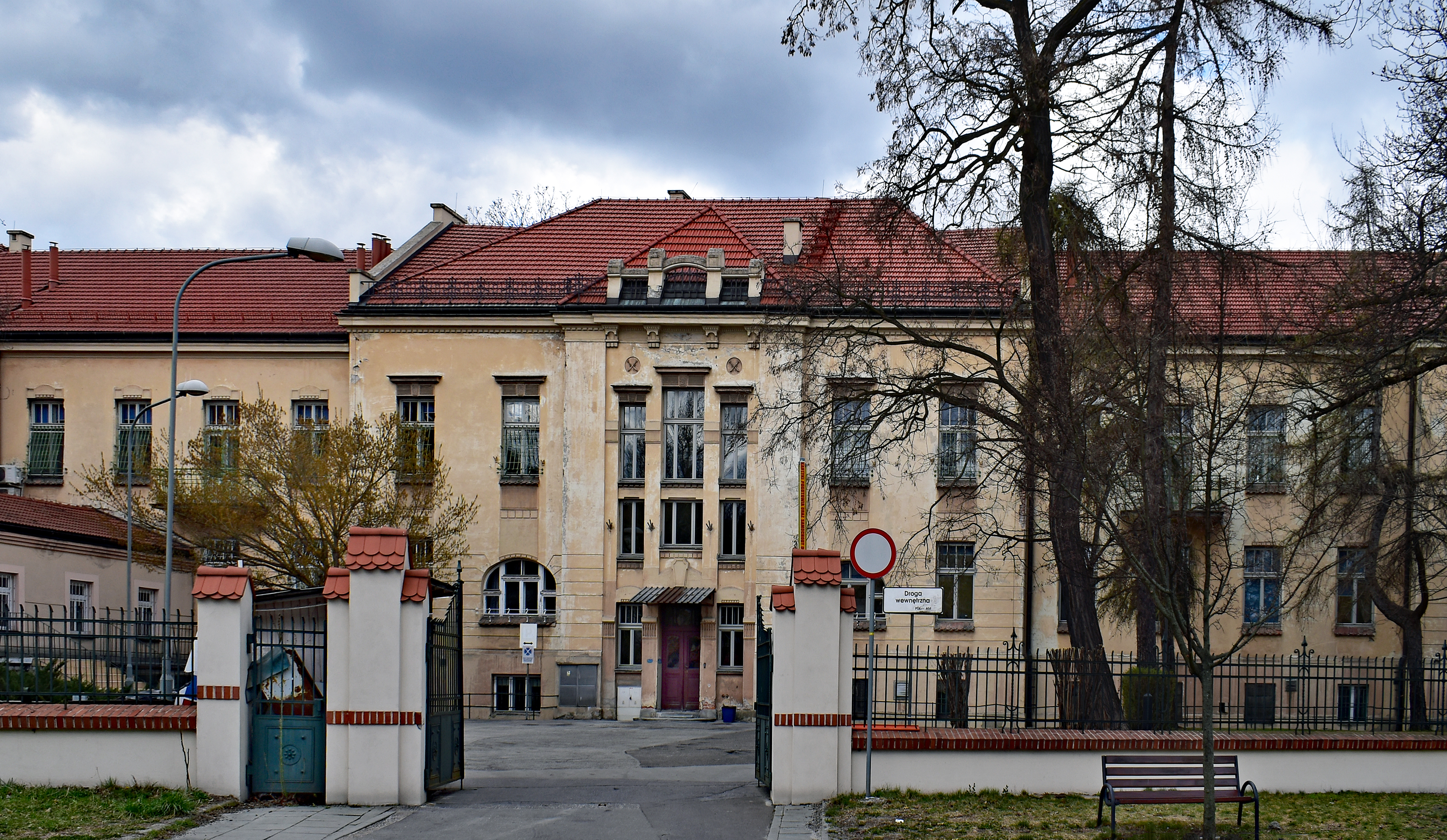
ul. Kopernika 50 (ul. Botaniczna 3) Szpital Uniwersytecki dawna klinika psychiatryczna dr. Jana Piltza
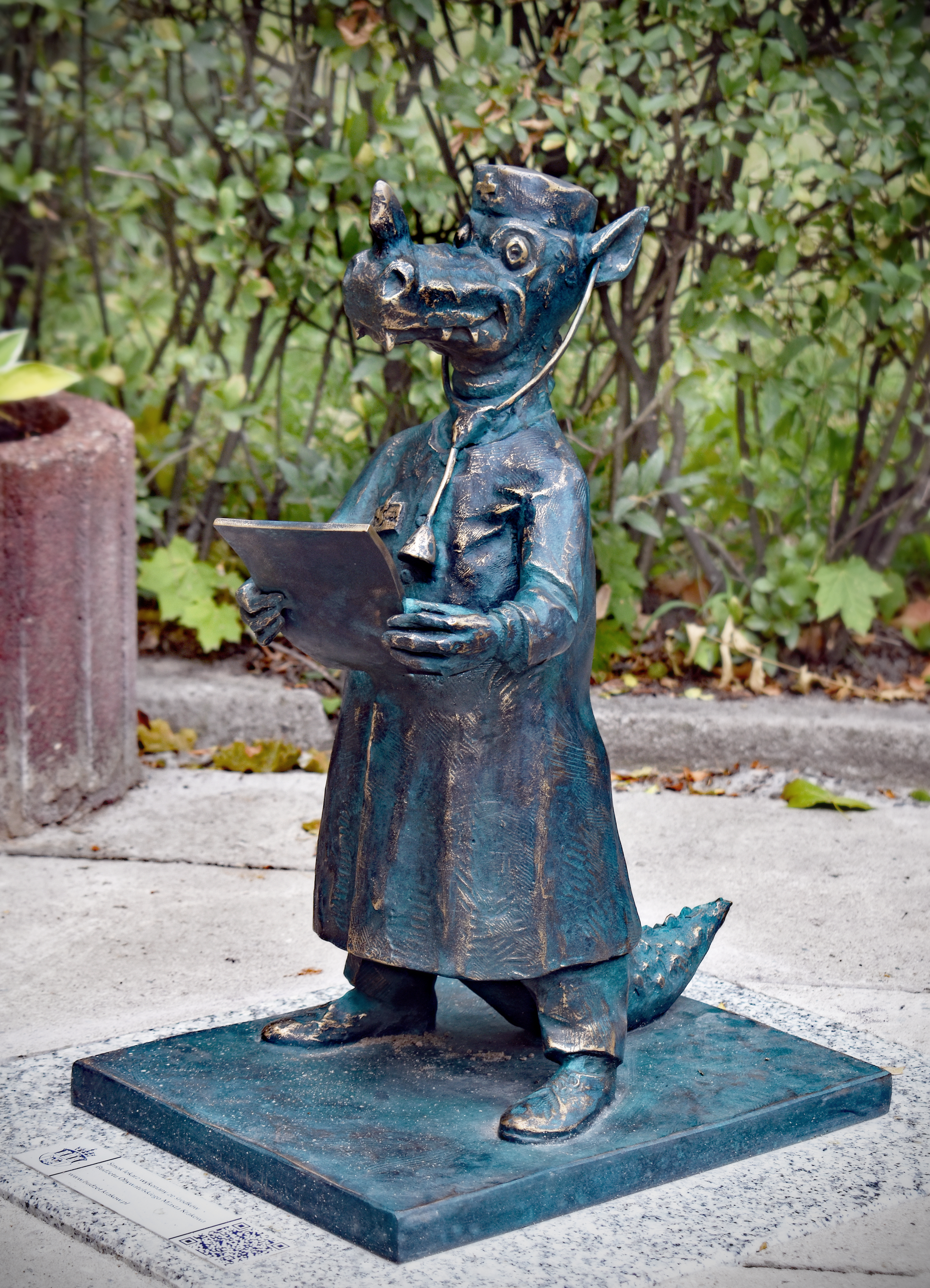
„Smok lekarz” przed budynkiem dawnego Szpit. Uniwersyteckiego
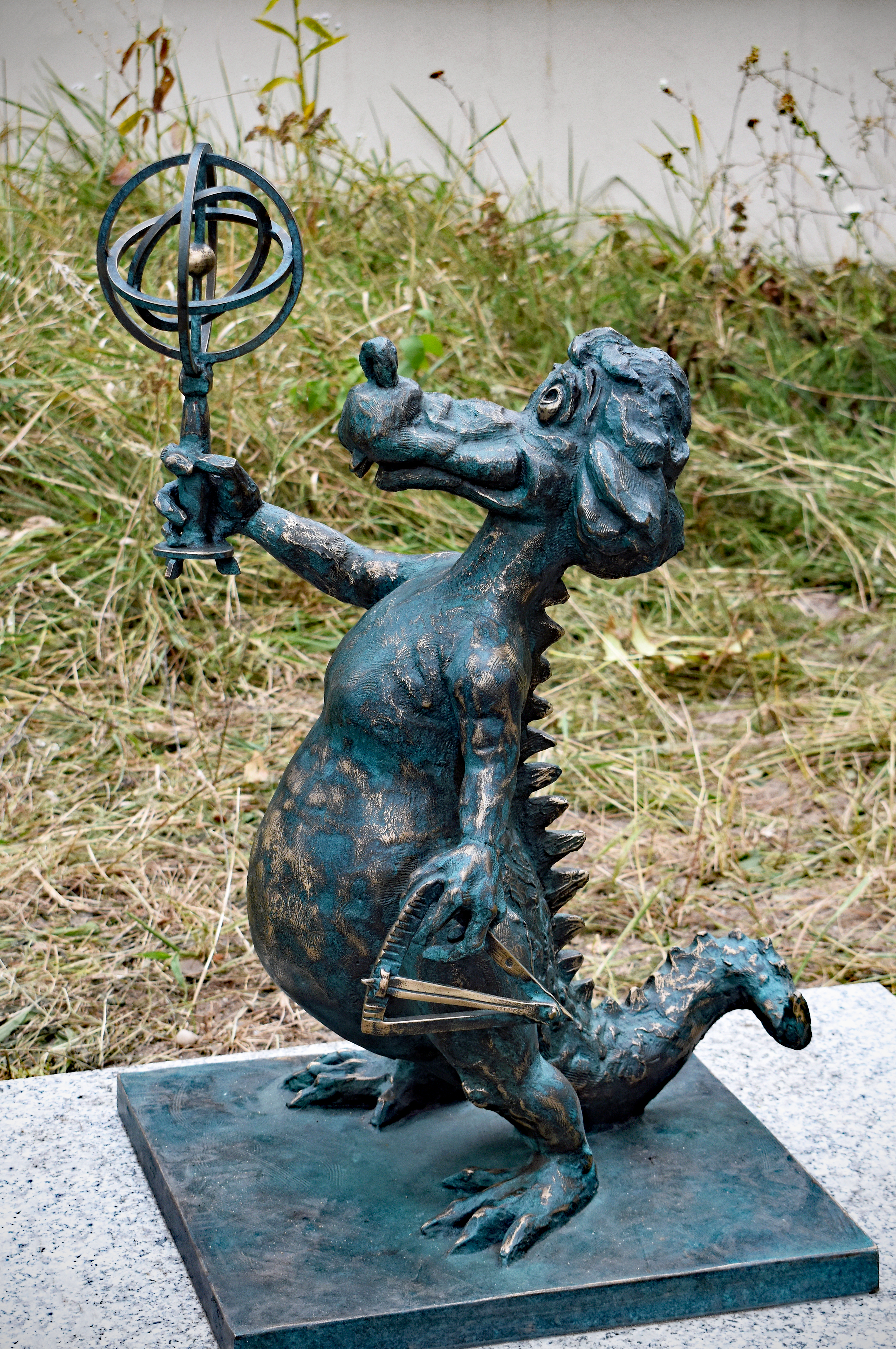
„Smok astronom” naprzeciwko wejścia do Ogrodu Botanicznego